# Azannes-et-Soumazannes
Azannes-et-Soumazannes är en kommun i departementet Meuse i regionen Grand Est (tidigare regionen Lorraine) i nordöstra Frankrike. Kommunen ligger i kantonen Damvillers som tillhör arrondissementet Verdun. År 2022 hade Azannes-et-Soumazannes 160 invånare.

## Befolkningsutveckling
Antalet invånare i kommunen Azannes-et-Soumazannes
| Referens: INSEE |